# Ebersbach (Meißen)
Ebersbach è un comune di 4.795 abitanti della Sassonia, in Germania.
Appartiene al circondario (Landkreis) di Meißen (targa MEI).